# Coupe d'Algérie de football 1974-1975
 (août 2024).
Si vous disposez d'ouvrages ou d'articles de référence ou si vous connaissez des sites web de qualité traitant du thème abordé ici, merci de compléter l'article en donnant les références utiles à sa vérifiabilité et en les liant à la section « Notes et références ».
Navigation
Coupe d'Algérie
1973-1974 Coupe d'Algérie
1975-1976
La Coupe d'Algérie de football 1974-1975 voit le sacre du MC Oran, qui bat le MO Constantine en finale.
C'est la 1re Coupe d'Algérie remportée par le MC Oran sous la houlette de l'entraineur Zoubir Benaïcha et c'est la 2e fois que le MO Constantine atteint la finale.

## Trente-deuxième de finale
Les matchs des trente deuxième de finale se sont joués en tours régionaux le 8 décembre 1974
| Ligue du Centre  |                            |                          |                            |                                           |                          |                                   |  |  |
| 1                | MC Alger (D1)              | 3 - 0                    | ESM Chéraga (D?)           |                                           |                          |                                   |  |  |
| 2                | Hydra AC (D?)              | 0 - 2                    | JS Kawkabi (D1)            |                                           |                          | Stade Bologhine, Alger            |  |  |
| 3                | USM Alger (D?)             | 1 - 0                    | JSM Alger (D?)             |                                           |                          |                                   |  |  |
| 4                | CR Belcourt (D1)           | 3 - 0                    | OM Ruisseau (D?)           |                                           |                          |                                   |  |  |
| 5                | NA Hussein Dey (D1)        | 6 - 0                    | WO Rouiba (D?)             |                                           |                          |                                   |  |  |
| 6                | Nadit Alger (Casoral) (D?) | 2 - 0                    | ASO Chlef (D?)             |                                           |                          |                                   |  |  |
| 7                | USM Blida (D?)             | 1 - 1                    | IRB Madania (ex UPCS) (D?) |                                           |                          |                                   |  |  |
| 8                | CR Bordj Menaïel (D?)      | 2 - 0                    | CC Alger (D?)              |                                           |                          |                                   |  |  |
| 9                | RC Kouba (D?)              | 5 - 0                    | AS Tizi Ouzou (D?)         |                                           |                          |                                   |  |  |
| 10               | USMM Hadjout (D?)          | 3 - 2                    | WA Boufarik (D2)           |                                           |                          |                                   |  |  |
| Ligue de l'Ouest |                            |                          |                            |                                           |                          |                                   |  |  |
| 1                | MC Oran (D1)               | 4 - 0                    | IRB Sougueur (D?)          | Chaib Haddou 14e 28e 70e Belkadroussi 62e |                          | Stade Hassaine Lakhel - Tighennif |  |  |
| 2                | CC Sig (D2)                | 1 - 0                    | RCB Oued R'hiou (D?)       |                                           |                          | Stade Benslimane - Mostaganem     |  |  |
| 3                | USM Bel-Abbes (D1)         | 2 - 0                    | MC Saïda (D1)              |                                           |                          | stade 19 juin / Oran              |  |  |
| 4                | ASM Oran (D2)              | 4 - 2                    | WROM (D?)                  |                                           |                          |                                   |  |  |
| 5                | OS Mascara (D3)            | 0 - 1                    | USM Oran (D2)              |                                           |                          |                                   |  |  |
| 6                | WA Relizane (D2)           | 1 - 1                    | Nadit Bel-Abbès (D?)       |                                           |                          |                                   |  |  |
| 7                | RCG Oran (D2)              | 2 - 1                    | WA Mostaganem (D2)         |                                           |                          |                                   |  |  |
| 8                | SC Mecheria (D?)           | 1 - 1                    | JSM Tiaret (D2)            |                                           |                          |                                   |  |  |
| 9                | DNC Oran (D?)              | 4 - 4                    | OM Arzew (D3)              |                                           |                          |                                   |  |  |
| 10               | RC Relizane                | 1-2                      | ES Hillel                  | Hamdane 75'/ Mahdi 33'-109'               |                          | Stade Benslimane /Mostaganem      |  |  |
| Ligue de l'Est   |                            |                          |                            |                                           |                          |                                   |  |  |
| 1                | ES Sétif (D?)              | 1 - 0                    | USM Khenchela (D?)         |                                           |                          |                                   |  |  |
| 2                | MO Constantine (D?)        | 3 -1                     | ROC Ras El Oued (D?)       |                                           |                          | Stade 20 août 1945 à Skikda       |  |  |
| 3                | HAMRA Annaba (D?)          | 3 - 2                    | HB Chelghoum Laid (D?)     |                                           |                          |                                   |  |  |
| 4                | JS Djijel (D?)             | 0 - 1                    | CA Batna (D?)              |                                           |                          |                                   |  |  |
| 5                | MC El Eulma (D?)           | 0 - 0                    | AS Aïn M'lila (D?)         |                                           |                          |                                   |  |  |
| 6                | MRC Batna (D?)             | 1 - 3                    | Red Star Annaba (D?)       |                                           |                          |                                   |  |  |
| 7                | JSM Skikda (D?)            | 1 - 0                    | US Tébessa (D?)            |                                           |                          |                                   |  |  |
| 8                | AS Khroub (D?)             | 3 - 2                    | CA Bordj Bou Arreridj (D?) |                                           |                          |                                   |  |  |
| 9                | W OFLA (Ville ???) (D?)    | 0 - 1                    | JJ Azzaba (D?)             |                                           |                          |                                   |  |  |
| 10               | USM Sétif (D?)             | -                        | (D?)                       |                                           |                          |                                   |  |  |
|                  |                            |                          |                            |                                           |                          |                                   |  |  |
|                  | USM El Harrach (D?)        | Exempt (Tenant du titre) | Exempt (Tenant du titre)   | Exempt (Tenant du titre)                  | Exempt (Tenant du titre) | Exempt (Tenant du titre)          |  |  |
|                  | WA Tlemcen (D?)            | Exempt (Finaliste)       | Exempt (Finaliste)         | Exempt (Finaliste)                        | Exempt (Finaliste)       | Exempt (Finaliste)                |  |  |

## Seizièmes de finale
Les matchs des seizièmes de finale se sont joués le 29 décembre 1974
| #  | Club 1         | Résultat | Club 2           | Buteurs                           | Date | Stade                             |
| -- | -------------- | -------- | ---------------- | --------------------------------- | ---- | --------------------------------- |
| 1  | MC Alger       | 1 - 0    | USM Alger        |                                   |      | Stade du 5 juillet 1962, Alger    |
| 2  | JS Kawkabi     | 2 - 0    | AS Khroub        |                                   |      | Stade Omar Hamadi (Bologhine)     |
| 3  | MC Oran        | 4 - 0    | Red Star Annaba  | Belkedrouci 3e 42e, Mehdi 20e 58e |      | Stade Oukil Ramdane, Tizi-Ouzou   |
| 4  | NA Hussein Dey | 1 - 0    | RC Kouba         | Ali Fergani 36e                   |      | Stade du 5 juillet 1962, Alger ?? |
| 5  | MO Constantine | 1 - 0    | ES Sétif         |                                   |      | Stade Chabou, Annaba              |
| 6  | USM Bel-Abbes  | 0 - 3    | USM El Harrach   |                                   |      | Stade A.Zabana Oran.              |
| 7  | USMM Hadjout   | 0 - 2    | CC Sig           |                                   |      | Stade A.Zabana Oran.              |
| 8  | CA Batna       | 2 - 0    | NADIT Alger      |                                   |      |                                   |
| 9  | AS Aïn M'lila  | 3 - 2    | WA Tlemcen       |                                   |      |                                   |
| 10 | HAMRA Annaba   | 5 - 2    | USM Sétif        |                                   |      | Stade 19 juin Oran.               |
| 11 | USM Blida      | 1 - 0    | WA Relizane      |                                   |      |                                   |
| 12 | OM Arzew       | 0 - 1    | ASM Oran         |                                   |      |                                   |
| 13 | CR Belcourt    | 0 - 1    | CR Bordj Menaïel |                                   |      |                                   |
| 14 | ES Hillel      | 0 - 2    | USM Oran         |                                   |      |                                   |
| 15 | RCG Oran       | 1 - 0    | JJ Azzaba        |                                   |      |                                   |
| 16 | JSM Tiaret     | 0 - 0    | JSM Skikda       |                                   |      |                                   |

## Huitièmes de finale
Les matchs des huitièmes de finale se sont joués le 2 février 1975.
| # | Club 1         | Résultat         | Club 2           | Buteurs                                 | Date | Stade                             |
| - | -------------- | ---------------- | ---------------- | --------------------------------------- | ---- | --------------------------------- |
| 1 | MC Oran        | 1 - 1 (t.ab 4-3) | AS Aïn M'lila    | Chaib Lahouari 54e/ Debbih Messaoud 27e |      | Stade Benabdelmalek (Constantine) |
| 2 | NA Hussein Dey | 2 - 0            | USM El Harrach   |                                         |      | Stade 20 août, Alger              |
| 3 | MC Alger       | 3 - 2            | CA Batna         |                                         |      | Stade 17 juin, Constantine        |
| 4 | ASM Oran       | 2 - 1            | JS Kawkabi       |                                         |      |                                   |
| 5 | HN Sig         | 4 - 2            | CR Bordj Menaïel |                                         |      |                                   |
| 6 | HAMRA Annaba   | 2 - 1            | USM Oran         |                                         |      |                                   |
| 7 | MO Constantine | 1 - 0            | RCG Oran         |                                         |      |                                   |
| 8 | USM Blida      | 3 - 0            | JSM Skikda       |                                         |      |                                   |

## Quarts de finale
Les matchs des quarts de finale se sont joués le 30 mars 1975
| # | Club 1         | Résultat | Club 2         | Buteurs                             | Date | Stade                    |
| - | -------------- | -------- | -------------- | ----------------------------------- | ---- | ------------------------ |
| 1 | MC Oran        | 2 - 1    | MC Alger       | Fréha 12e, Mehdi 90+3e / Bousri 75e |      | Stade 19 juin 1965, Oran |
| 2 | MO Constantine | 5 - 2    | HN Sig         | Rabah Gamouh                        |      |                          |
| 3 | HAMRA Annaba   | 3 - 2    | NA Hussein Dey |                                     |      |                          |
| 4 | ASM Oran       | 2 - 1    | USM Blida      |                                     |      | Stade 19 juin 1965, Oran |

## Demi-finales
Les matchs des demi-finales se sont joués le 16 avril 1975. 
| # | Club 1         | Résultat | Club 2         | Buteurs                                                   | Date   | Stade                                     |
| - | -------------- | -------- | -------------- | --------------------------------------------------------- | ------ | ----------------------------------------- |
| 1 | HAMRA Annaba   | 1-0      | MC Oran        | Rabet 39e                                                 | Aller  | Stade Abdelkader Chabou, Annaba           |
| 1 | MC Oran        | 4-1      | Hamra Annaba   | Belkedrouci 2e 51e, Djelly 11e, Hadefi 26e (pen.) / ... ? | Retour | Stade du 19 Juin, Oran                    |
| 2 | ASM Oran       | 0-0      | MO Constantine | -                                                         | Aller  | Stade du 19 Juin, Oran                    |
| 2 | MO Constantine | 3-1      | ASM Oran       | Rabah Gamouh , ? / ... ?                                  | Retour | Stade Ramdane Ben Abdelmalek, Constantine |

## Finale
Le Mouloudia Club d'Oran bat en finale le Mouloudia olympique de Constantine par deux buts à zéro. Les buts ont été marqués par Abdelkader Fréha en première mi-temps, puis par Sid Ahmed Belkedrouci à la deuxième période.
| Entraîneur :    |
| Zoubir Benaïcha |

| Entraîneur :           |
| Hadj Slimane Beldjoudi |

| Entraîneur :    |
| Zoubir Benaïcha |

| Entraîneur :           |
| Hadj Slimane Beldjoudi |

| |  |  |  |
| \| Coupe d'Algérie de Football Vainqueur 1975 \| \| ------------------------------------------ \| \| MC Oran 1er titre \| |  |  |  |
| Coupe d'Algérie de Football Vainqueur 1975                                                                                |  |  |  |
| MC Oran 1er titre |  |  |  |

## Buteurs
| Rang | Buteur                | Club    | Buts |
| ---- | --------------------- | ------- | ---- |
| 1    | Sid Ahmed Belkedrouci | MC Oran | 7    |